# Andrea de Adamich
Andrea Lodovico de Adamich (Trieste, 3 de outubro de 1941) é um ex-automobilista italiano.

## Resultados na Fórmula 1[1]
| Ano  | Equipe                          | Chassis        | Motor                | 1         | 2         | 3        | 4         | 5         | 6        | 7         | 8         | 9         | 10        | 11        | 12        | 13  | 14  | 15  | Pontos | Posição  |
| ---- | ------------------------------- | -------------- | -------------------- | --------- | --------- | -------- | --------- | --------- | -------- | --------- | --------- | --------- | --------- | --------- | --------- | --- | --- | --- | ------ | -------- |
| 1968 | Scuderia Ferrari SpA SEFAC      | Ferrari 312/67 | Ferrari 242 V12      | RSA Ret F | ESP       | MON      | BEL       | NED       | FRA      | GBR       | GER       | ITA       | CAN       | USA       | MEX       |     |     |     | 0      | NC (33º) |
| 1970 | Bruce McLaren Motor Racing      | McLaren M7D    | Alfa Romeo T33 V8    | RSA       | ESP NQ G  | MON NQ G | BEL       |           | FRA NC G | GBR DNS G |           |           |           |           |           | MEX |     |     | 0      | NC (28º) |
| 1970 | Bruce McLaren Motor Racing      | McLaren M14D   | Alfa Romeo T33 V8    | RSA       |           |          | BEL       | NED NQ G  |          |           | GER NQ G  | AUT 12 G  | ITA 8 G   | CAN Ret G | USA NQ G  | MEX |     |     | 0      | NC (28º) |
| 1971 | STP March                       | March 711      | Alfa Romeo T33 V8    | RSA 13 F  | ESP Ret F | MON      | NED       | FRA Ret F | GBR NC F | GER Ret F | AUT       | ITA Ret F | CAN       | USA 11 F  |           |     |     |     | 0      | NC (30º) |
| 1972 | Ceramica Pagnossin Team Surtees | Surtees TS9B   | Ford Cosworth DFV V8 | ARG Ret F | RSA NC F  | ESP 4 F  | MON 7 F   | BEL Ret F | FRA 14 F | GBR Ret F | GER 13 F  | AUT 14 F  | ITA Ret F | CAN Ret F | USA Ret F |     |     |     | 3      | 17º      |
| 1973 | Ceramica Pagnossin Team Surtees | Surtees TS9B   | Ford Cosworth DFV V8 | ARG       | BRA       | RSA 8 F  |           |           |          | SWE       |           |           | NED       | GER       | AUT       | ITA | CAN | USA | 3      | 16º      |
| 1973 | Ceramica Pagnossin MRD          | Brabham BT37   | Ford Cosworth DFV V8 | ARG       | BRA       |          | ESP Ret G | BEL 4 G   | MON 7 G  | SWE       | FRA Ret G |           | NED       | GER       | AUT       | ITA | CAN | USA | 3      | 16º      |
| 1973 | Ceramica Pagnossin MRD          | Brabham BT42   | Ford Cosworth DFV V8 | ARG       | BRA       |          |           |           |          | SWE       |           | GBR Ret G | NED       | GER       | AUT       | ITA | CAN | USA | 3      | 16º      |

### 24 Horas de Le Mans[2]
| Ano  | Classe | N# | Equipe        | Co-Pilotos      | Chassis               | Motor              | Pneus | Largada | Final   | Clas. Pos | Voltas |
| ---- | ------ | -- | ------------- | --------------- | --------------------- | ------------------ | ----- | ------- | ------- | --------- | ------ |
| 1970 | P 3.0  | 36 | Autodelta SpA | Piers Courage   | Alfa Romeo T33/3      | Alfa Romeo 3.0L V8 | F     | 19ª     | DNF 19º | 5º        | 222    |
| 1972 | S 3.0  | 18 | Autodelta SpA | Nino Vaccarella | Alfa Romeo Tipo 33TT3 | Alfa Romeo 3.0L V8 | G     | 7ª      | 4º      | 4º        | 307    |